# 파이브 건스
《파이브 건스》(영어: American Outlaws)는 미국에서 제작된 레스 메이필드 감독의 2001년 서부 액션 영화이다. 콜린 패럴 등이 출연하였고, 빌 거버 등이 제작에 참여하였다.

## 출연진
- 콜린 패럴
- 스콧 칸
- 앨리 라터
- 게이브리얼 막트
- 그레고리 스미스
- 해리스 율린
- 윌 매코맥
- 캐시 베이츠
- 티머시 돌턴
- 로니 콕스
- 테리 오퀸
- 너새니얼 아캔드
- 뮤즈 왓슨

## 기타 제작진
- 공동 제작: 웨인 모리스, 데이비드 C. 로빈슨, 아트 셰이퍼
- 배역: 팸 딕슨
- 미술: 존 프릭, 케리 화이트
- 의상: 루크 라이클리